# Josh Hawley
Joshua David Hawley (31 de dezembro de 1979) é um político, advogado e ex-professor norte-americano que atua como senador júnior do Missouri desde 2019. Membro do Partido Republicano, Hawley atuou como 42º procurador-geral do Missouri de 2017 a 2019, antes de derrotar a senadora democrata Claire McCaskill nas eleições de 2018.
Nascido em Springdale, Arkansas, filho de um banqueiro e professor, Hawley formou-se na Universidade de Stanford em 2002 e na Yale Law School em 2006. Ele foi um escrivão de direito do juiz Michael W. McConnell e do Chefe de Justiça John Roberts e depois trabalhou como advogado, primeiro em prática privada, de 2008 a 2011, e depois para o Becket Fund for Religious Liberty, de 2011 a 2015. Antes de tornar-se procurador-geral do Missouri, ele também foi estagiário de pós-graduação na St Paul's School em Londres, professor associado na Faculdade de Direito da Universidade do Missourie e, membro do corpo docente da conservadora Blackstone Legal Fellowship.
Como procurador-geral do Missouri, Hawley iniciou vários processos e investigações de alto nível, incluindo um processo contra o Affordable Care Act, uma investigação sobre o governador do Missouri Eric Greitens, e um processo e investigação sobre empresas associadas à epidemia de opioides. No Senado, Hawley tornou-se amplamente conhecido pelas suas críticas à Big Tech, bem como às críticas ao governo chinês e seu apoio a uma Hong Kong independente.
Em dezembro de 2020, Hawley provocou uma intensa reação política depois que ele tornou-se o primeiro senador a anunciar que se oporia à certificação da vitória de Joe Biden nas eleições presidenciais de 2020. Porque Hawley liderou os esforços do Senado para obstruir a contagem de votos do Colégio Eleitoral e reuniu partidários da teoria da conspiração, que motivou a invasão do Capitólio dos Estados Unidos. Figuras de todo o espectro político argumentaram que ele era moralmente responsável pelo motim e pelas mortes que causou, e pediu que ele renunciasse ou fosse expulso do Senado.

## Infância e juventude
Joshua David Hawley nasceu a 31 de dezembro de 1979, em Springdale, Arkansas, filho do banqueiro Ronald Hawley e da professora Virginia Hawley. Em 1981, os Hawleys mudaram-se para Lexington, Missouri, depois que Ronald juntou-se a uma divisão de Boatmen's Bancshares lá.
Hawley estudou na Lexington Middle School e depois na Rockhurst High School, uma escola particular de meninos jesuítas em Kansas City, Missouri, na qual formou-se em 1998 como orador. De acordo com sua diretora do ensino médio, Barbara Weibling, vários professores de Hawley pensaram que "ele provavelmente seria presidente um dia". Ele estava no ensino médio, Hawley escrevia regularmente colunas para seu jornal de sua cidade natal, The Lexington News, escrevendo sobre temas como o movimento da milícia americana após o atentado em Oklahoma City, a cobertura da mídia do detetive do Departamento de Polícia de Los Angeles, Mark Fuhrman, e a ação afirmativa, que ele se opôs. Ele então estudou história na Universidade de Stanford, onde a sua mãe era uma ex-aluna. Formou-se em 2002 com um bacharelado em Artes com as maiores honrarias e Phi Beta Kappa. Hawley estudou sob o professor David M. Kennedy, que mais tarde contribuiu com o prefácio para um livro que Hawley escreveu, Theodore Roosevelt: Pregador da Justiça.  disse que Hawley se destacou em uma escola "que está repleta de jovens superfuídos e muito talentosos",e descreveu Hawley como "sem dúvida o aluno mais talentoso que ensinei em 50 anos".
Depois de passar dez meses em Londres como estagiário de pós-graduação na St Paul's School de 2002 a 2003, Hawley retornou aos EUA para cursar Direito na Yale, graduando-se em 2006 com um diploma de Juris Doctor. O Kansas City Star relatou que colegas de Hawley viam-no como "politicamente ambicioso e um conservador profundamente religioso". Enquanto estava em Yale, Hawley foi editor do Yale Law Journal e serviu como presidente do capítulo da Sociedade Federalista da escola.

## Senado dos Estados Unidos da América

### Eleições

#### 2018

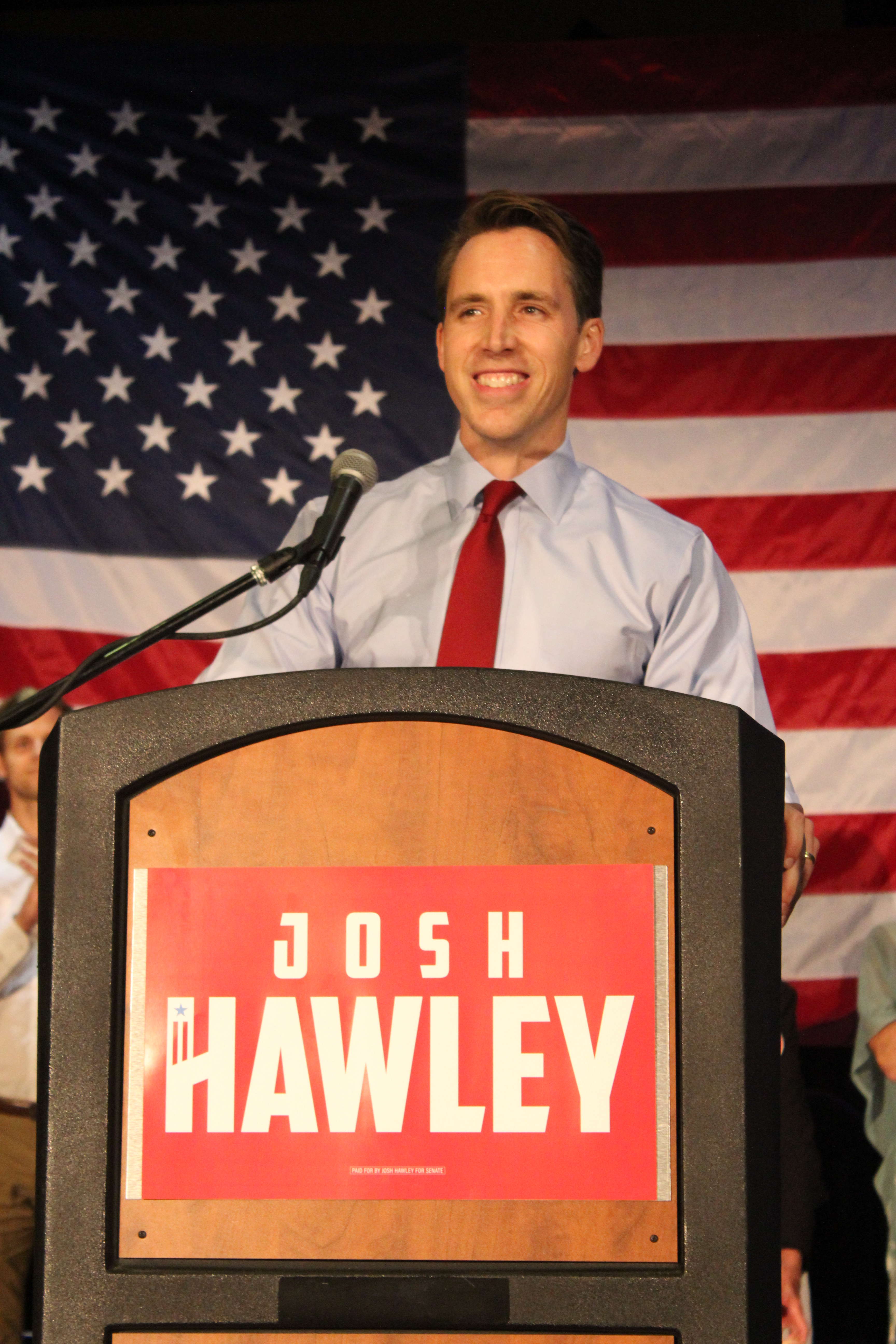
Hawley na noite da eleição depois de garantir a vitória primária republicana

Em agosto de 2017, Hawley formou um comitê de campanha exploratória para o Senado dos EUA. Em outubro de 2017 ele declarou a sua candidatura à indicação republicana na eleição para o Senado dos EUA em 2018 para o cargo ocupado pela democrata Claire McCaskill. Antes do anúncio oficial, quatro ex-senadores republicanos do Missouri (John Ashcroft, Kit Bond, John Danforth, e o antecessor de McCaskill, Jim Talent) pediram a Hawley para concorrer à vaga no Senado.
As primárias republicanas disputadas tinham 11 candidatos na esperança de destituir McCaskill. Hawley recebeu apoio substancial de republicanos proeminentes, como o líder da maioria no Senado Mitch McConnell, o presidente Donald Trump e o Fundo conservador do Senado. Ganhou a grande maioria dos votos nas eleições primárias.
Trump endossou Hawley em novembro de 2017. Durante a campanha eleitoral geral, obamacare foi uma questão-chave, com ambos os candidatos a se comprometerem a garantir proteções para condições preexistentes. McCaskill criticou a participação de Hawley num processo que poderia acabar com as proteções de seguros para pessoas com condições preexistentes ao derrubar a Lei de Cuidados Acessíveis. Hawley fez da próxima votação de McCaskill sobre a confirmação do diretor da CIA Mike Pompeo como Secretário de Estado uma questão de campanha. O seu porta-voz da campanha perguntou: "O senador McCaskill ignorará seus doadores liberais e apoiará Mike Pompeo para secretário de Estado, ou ela ficará com Chuck Schumer e continuará a obstruir o presidente?", acrescentando: "É profundamente preocupante o quão focado o senador McCaskill está em fazer o que é politicamente conveniente em vez de fazer o que é certo".
Hawley recebeu críticas de republicanos e democratas por iniciar a sua campanha ao Senado menos de um ano depois de ser empossado como procurador-geral, como durante a sua campanha para procurador-geral, Hawley havia colocado anúncios criticando "políticos de escalada". Hawley descartou isso, dizendo que o Senado não estava na sua mente durante a campanha do procurador-geral.
Nas eleições gerais de novembro de 2018, Hawley derrotou McCaskill, 51% a 46%.
A 6 de dezembro de 2018, o secretário de Estado do Missouri, Jay Ashcroft, lançou um inquérito sobre se Hawley desapropriou fundos públicos para a sua campanha ao Senado. O escritório de Hawley negou qualquer irregularidade. A 28 de fevereiro de 2019, Ashcroft encerrou a investigação porque não havia provas suficientes de que "um crime foi cometido". Uma investigação do New York Post de 2021 sobre gastos questionáveis de campanha revelou que Hawley aparentemente gastou ilegalmente tais fundos, por exemplo, cobrando 80,04 dólares na Margarita ville de Jimmy Buffett para "viajar", em um junket financiado por lobistas para a Universal Studios em Orlando, Flórida. Quase um ano depois, o escritório de Hawley disse que ele havia reembolsado a campanha pelos gastos inadequados.